# الرجل اللطيف
الرجل اللطيف (بالكورية: 착한 사나이) مسلسل تلفزيوني كوري جنوبي، من بطولة لي دونغ ووك، لي سونغ كيونغ. بدا عرضه على قناة JTBC في 18 يوليو 2025، ويبث كل يوم الجمعة حلقتين الساعة 20:50 (KST).

## القصة
تصور القصة كفاح سوك تشول، الحفيد الأكبر لعائلة من العصابات، لحماية عائلته وعمله وحبه.

## طاقم

### رئيسي
- لي دونغ ووك في دور بارك سوك تشول[1]

الحفيد الأكبر لعائلة عصابات من الجيل الثالث.
- لي سونغ كيونغ في دور كانغ مي يونغ[2]

فتاة تحلم بأن تصبح مغنية رغم قسوة الواقع ومعاناتها من ضعف قاتل يُسمى رهبة المسرح.
- بارك هون في دور كانج تاي هون

رئيس شركة سامجون للإنشاءات، وهي شركة منافسة لشركة ميونغسان للصناعات

### داعم
- ريو هاي-يونغ في دور بارك سوك هي[3]

أخت سوك تشول الصغرى.
- أوه نا را بدور بارك سوك كيونغ[4]

الأخت الكبرى لسيوك تشول والأكبر بين الأشقاء الثلاثة لعائلة بارك.

## المشاهدات
| الموسم | الموسم | رقم الحلقة | رقم الحلقة | رقم الحلقة | رقم الحلقة | رقم الحلقة | رقم الحلقة | رقم الحلقة | رقم الحلقة | رقم الحلقة | رقم الحلقة | رقم الحلقة  | رقم الحلقة  | رقم الحلقة  | رقم الحلقة  | المتوسط     |
| الموسم | الموسم | 1          | 2          | 3          | 4          | 5          | 6          | 7          | 8          | 9          | 10         | 11          | 12          | 13          | 14          | المتوسط     |
| ------ | ------ | ---------- | ---------- | ---------- | ---------- | ---------- | ---------- | ---------- | ---------- | ---------- | ---------- | ----------- | ----------- | ----------- | ----------- | ----------- |
|        | 1      | 660        | 732        | 445        | 665        | 439        | 569        | 436        | 514        | 444        | 530        | ستُعلن لاحقًا | ستُعلن لاحقًا | ستُعلن لاحقًا | ستُعلن لاحقًا | ستُعلن لاحقًا |

| Ep.   | تاريخ البث    | (تقييمات نيلسن كوريا) | (تقييمات نيلسن كوريا) |
| Ep.   | تاريخ البث    | على الصعيد الوطني     | سيئول                 |
| ----- | ------------- | --------------------- | --------------------- |
| 1     | 18 يونيو      | 3.039%                | 2.489%                |
| 2     | 18 يونيو      | 3.225%                | 2.694%                |
| 3     | 25 يوليو 2025 | 2.178%                | 2.024%                |
| 4     | 25 يوليو 2025 | 2.838%                | 3.490%                |
| 5     | 1 أغسطس 2025  | 1.879%                | 1.940%                |
| 6     | 1 أغسطس 2025  | 2.588%                | 2.281%                |
| 7     | 8 أغسطس 2025  | 2.153%                | 2.162%                |
| 8     | 8 أغسطس 2025  | 2.328%                | 2.273%                |
| 9     | 15 أغسطس 2025 | 2.006%                | 1.615%                |
| 10    | 15 أغسطس 2025 | 2.311%                | 2.046%                |
| 11    | 22 أغسطس 2025 |                       |                       |
| 12    | 22 أغسطس 2025 |                       |                       |
| 13    | 29 أغسطس 2025 |                       |                       |
| 14    | 29 أغسطس 2025 |                       |                       |
| متوسط |               |                       |                       |

## الانتاج

### ينتج
المسلسل إخراج مشترك بين مخرج الافلام سونغ هاي-سونغ وبارك هونغ-سو الذي شارك في اخراج مسلسل لوست (2021)، وكتابة كيم وون-كيونج الذي كتب مسلسل الثنائي (2011)، قلب مسروق (2014)، وكيم هيو سوك الذي كتب فيلم يادانغ: الواشي (2025)، إنتاج مشترك بين شركة JTBC التابعة SLL بجانب شركة هايف ميديا وهايجراوند.
في 27 مايو 2025 ، كشفت جاي تي بي سي عن تشكيلة الدراما للنصف الثاني من عام 2025 ، وهي أول دراما تنضم لفترة يوم الجمعة، وسيعرض حلقتين متتاليين.

### تصوير
كان التصوير جاريًا بالفعل في 28 مايو 2024. انتهى تصوير المسلسل في نهاية أغسطس 2024.

## روابط خارجية
- الموقع الرسمي
 (بالكورية)
- الرجل اللطيف على موقع IMDb (الإنجليزية)
- الرجل اللطيف على موقع فيلمافينيتي (الإسبانية)
- الرجل اللطيف على موقع قاعدة بيانات الفيلم (الإنجليزية)
- الرجل اللطيف على هانسينما